# Iza (rzeka)
Iza (węg. Iza) – rzeka w północnej Rumunii, lewy dopływ Cisy w zlewisku Morza Czarnego. Długość – 83 km, powierzchnia zlewni – 1303 km². 
Źródła Izy znajdują się na wysokości 1200 m n.p.m. pod szczytem Pietrosul w Górach Rodniańskich. Iza płynie na północny zachód Kotliną Marmaroską jako jej główna rzeka. Uchodzi do Cisy koło Syhotu Marmaroskiego. 
Iza zbiera dopływy głównie z leżących na południe od Kotliny Marmaroskiej Gór Cybleskich i Gór Gutyńskich. Największe z nich to Baicu, Ieud, Slătioara i Mara.